# Замана
«Замана» («Время») — общественно-политическая газета на даргинском литературном языке, издаваемая в Дагестане. Газета освещает общественно-политические события, происходящие в Дагестане, а также публикует материалы по истории и культуре даргинцев. Тираж составляет около 4000 экземпляров. Является самой массовой газетой на даргинском языке.

## История
В апреле 1920 года Комиссариат Народного образования и печати Дагестана утверждает список газет, издаваемых в Дагестане. Главным редактором даргиноязычной газеты был назначен двадцатипятилетний Магомед Гасанов, уроженец Верхнего Махарги.
Первый выпуск газеты вышел 9 августа 1921 года под названием «Дагъистанна мухтарият» («Автономный Дагестан»). Первоначальный тираж составлял 300 экземпляров, но за месяц увеличился до 500. «Дагъистанна мухтарият» печаталась на цудахарском даргинском языке. В 1922 году Гасанов стал председателем Левашинского окрисполкома и, по предположению Газимагомеда Юсупова, ушёл с поста главного редактора. До 1925 года газету возглавлял секретарь обкома Магомед Далгат.
К 1925 году газета сменила название «Шура Дагъистан» на «Дарккван». До 1925 года она печаталась арабским письмом, а после начала латинизации перешла на латиницу. С 1925 по 1927 годы газета называлась «Дарган». Магомед Далгат привлёк к работе в газете Насруллу Даудова и Хизри Сулейманова. Вскоре Сулейманов сам стал главредом. При нём газета меняла название название на «Колхозла байрахъ» и «Дагъистанна правда».
В последующие годы главными редакторами были Ибрагим Багомаев, Магомед Магомедов, писатель Ахмедхан Абу-Бакар, филолог Абдулла Вагидов и другие. При Абу-Бакаре в газете появилась литературная страница «Радуга», в которой печатались рассказы и стихи. С 1993 по 2012 годы газету возглавлял Газимагомед Юсупов.
В наши дни газета называется «Замана» («Время»). С 2012 года её главным редактором является председатель Ассоциации СМИ Республики Дагестан, член Координационного совета региональных СМИ при Общественной палате РФ Арсен Юсупов. В 2021 году «Замана» заняла первое место на всероссийском конкурсе «Золотой фонд прессы — 2021».
В 2021 году газета отметила столетний юбилей. На странице портала «Культура.РФ» газета — ровесница республики Дагестан — была названа «одним из лидеров национальной прессы».